# Gertschosa palisadoes
Espèce
Gertschosa palisadoes est une espèce d'araignées aranéomorphes de la famille des Gnaphosidae.

## Distribution
Cette espèce est endémique de Jamaïque.

## Description
Le mâle holotype mesure 3,26 mm.

## Étymologie
Son nom d'espèce lui a été donné en référence au lieu de sa découverte, Palisadoes.

## Publication originale
- Platnick & Shadab, 1981 : A new genus of the spider family Gnaphosidae (Arachnida, Araneae). Bulletin of the American Museum of Natural History, no 170, p. 176-182 (texte intégral).